# فرودگاه سیلور فالز
فرودگاه سیلور فالز (به انگلیسی: Silver Falls Airport) یک فرودگاه خصوصی است که یک باند فرود چمن و برف دارد و طول باند آن ۷۸۵ متر است. این فرودگاه در کشور کانادا قرار دارد و در ارتفاع ۲۳۶ متری از سطح دریا واقع شده‌است.